# منتخب بريطانيا العظمى تحت 23 سنة لكرة القدم

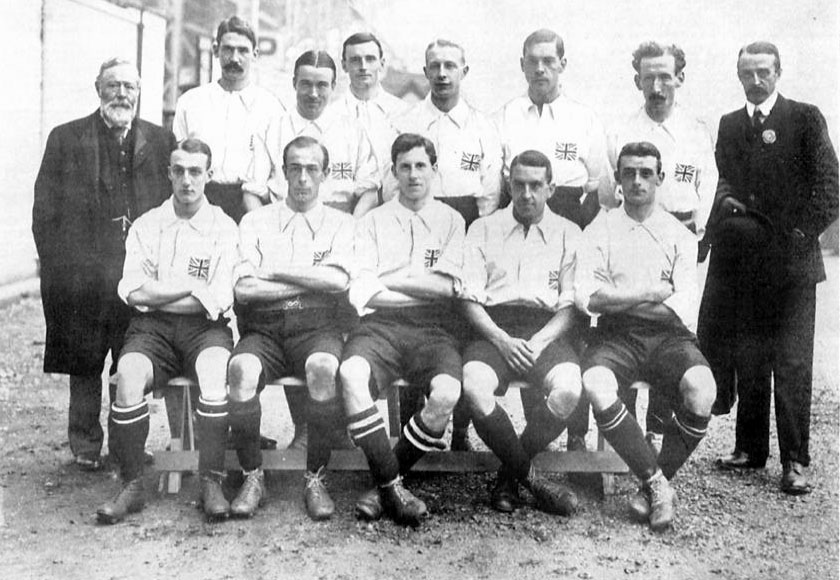
منتخب بريطانيا العظمى وأيرلندا الشمالية لكرة القدم في عام 1908

منتخب بريطانيا العظمى وأيرلندا الشمالية لكرة القدم (ويعرف أيضا بفريق جي بي أو قبل 1922 بمنتخب بريطانيا العظمى وأيرلندا الأولمبي لكرة القدم) يمثل بريطانيا العظمى وأيرلندا الشمالية في مسابقات كرة القدم الدولية في الألعاب الأولمبية. يجب على جميع لاعبي المنتخب أن يكونوا تحت السن المسموح وهو 23 عام باستثناء ثلاثة لاعبين فوق هذا السن. شارك المنتخب لأول مرة في الألعاب الأولمبية الصيفية 1908 وقد نظمه الاتحاد الإنجليزي لكرة القدم (FA). وقد شارك هذا المنتخب في دورة الألعاب الأولمبية 2012 التي عقدت في لندن وبعض مدن بريطانيا. لكن اتحادات اسكتلندا وويلز وأيرلندا الشمالية واجهت قرار دمج هذه المنتخبات بالرفض. يذكر أن عدة جهات داخلية في هذه الدول تطالب باستقلالها من بريطانيا. وقد خرج المنتخب من ربع النهائي على يد كوريا الجنوبية.